# 4293 Masumi
4293 Masumi је астероид главног астероидног појаса чија средња удаљеност од Сунца износи 2,720 астрономских јединица (АЈ).
Апсолутна магнитуда астероида је 12,0.